# ليندا روبنسون
ليندا روبنسون (بالإنجليزية: Linda Thorson)‏ (و. 1947 – م) هي ممثلة، من كندا، ولدت في تورونتو.

## التعليم
تعلمت في الأكاديمية الملكية للفنون المسرحية، في تخصص تمثيل.

## جوائز
حصلت على جوائز منها:
- جائزة المسرح العالمي (1983).[6]

## وصلات خارجية
- ليندا روبنسون على موقع IMDb (الإنجليزية)
- ليندا روبنسون على موقع ألو سيني (الفرنسية)
- ليندا روبنسون على موقع ميوزك برينز (الإنجليزية)
- ليندا روبنسون على موقع أول موفي (الإنجليزية)
- ليندا روبنسون على موقع قاعدة بيانات برودواي على الإنترنت (الإنجليزية)
- ليندا روبنسون على موقع قاعدة بيانات الأفلام السويدية (السويدية)
- ليندا روبنسون على موقع إن إن دي بي (الإنجليزية)
- ليندا روبنسون على موقع ديسكوغز (الإنجليزية)
- ليندا روبنسون على موقع قاعدة بيانات الفيلم (الإنجليزية)
- ليندا روبنسون على موقع كينوبويسك (الروسية)